# Клоун мавританський
Клоун мавританський (Premnas biaculeatus) — риба родини помацентрових.

## Загальні відомості
Територіальний і агресивний вид, живе парами серед жалких щупалець актиній, що надають йому захист від хижаків. Живиться водоростями, безхребетними і залишками їжі своєї актинії. Забарвлення яскраво-червоне із смугами. Розмір до 17 см. В спільноті коралового рифу анемоновие риби існують в симбіозе з актиніями виду Entacmaea quadricolor.

## Ареал
Зустрічається на рифах Індо-Австралійського архіпелагу включаючи: Індію, Бірму, Таїланд, Малайзію, Індонезію, Філіппіни, Нову Гвінею, Соломонові острови і північ Австралії.

## Акваріум
Іноді тримають у морських акваріумах.

## Соціальна поведінка
Протандрічний гермафродит. Перевизначення статі самця відбувається після загибелі самиці.